# Повальный обыск
Пова́льный о́быск — в русском уголовном процессе до судебной реформы Александра II один из элементов предварительного следствия, заключавшийся в том, что все жители околотка опрашивались относительно жизни и поведения подозреваемого. После реформы 1864 года как пережиток остался «институт окольных людей» (дознание через окольных людей), достаточно похожий на повальный обыск с той лишь разницей, что по судебным уставам 1864 года опрашивались не все жители околотка и стороны также имели право отвода окольных людей.
Институт повального обыска и дознания через окольных людей был одним из средств доказательства в русском гражданском судопроизводстве до реформы и после реформы — по «Уставу 20 ноября 1864 года». Отличия повального обыска от доказательства через свидетелей:
1. применялся исключительно в процессах о пространстве местности или продолжительности землевладения;
2. ссылка на окольных людей делалась без указания их имен;
3. свидетели допрашиваются не в зале суда, а всегда на месте.

Как и допрос свидетелей, повальный обыск назначался судом только по просьбе тяжущегося. До учреждения должности уездного члена окружного суда повальный обыск производился отряженным для этой цели членом из состава коллегии, решающей дело. Член суда, приехав на место, составлял, по сведениям, полученным от волостного или городского управления, список лиц, которые могли быть свидетелями о владении в спорном участке. В список не вносились родственники тяжущихся и люди, находящиеся у них в услужении. Список утверждался членом суда после слушания и обсуждения замечаний тяжущихся, если они явились. Затем из внесенных в список избирались по жребию 12 человек, а если в списке всего 12 человек, то 6. Тяжущиеся могли отводить избранных людей по тем же причинам, что и свидетелей, и кроме того, двух свидетелей мог отвести каждый без объяснения причин; отведенные заменялись другими, лишь бы число окольных людей не было менее 6. Окончательно избранные окольные люди вызывались на место и там допрашивались с соблюдением тех же правил, что и свидетели. Оценка достоверности и силы их показаний также предоставлялась на усмотрение суда, за исключением случая, когда стороны согласились основать решение дела только на показаниях окольных людей, избранных не по жребию, а по общей ссылке обеих сторон.

## Международная практика
Повальный обыск не применялся западными системами гражданского судопроизводства; необходимость этого института в Российской империи объяснялось «чересполосностью земельных владений, незаконченностью межевания, а также несовершенством нашего порядка укрепления прав на землю».
Во Франции использовалось доказательство «par commune renommée», к которому иногда обращался суд для определения взаимных имущественных отношений супругов, с соблюдением форм, установленных вообще для допроса свидетелей.
В Каролингскую эпоху существовал похожий институт — inquisitio, составлявший первоначально привилегию королевских судов по делам, сопряженным с интересами короля и казны, inquisitio применялся затем, в течение средних веков (до XV века), и другими судами и обладал явным предпочтением перед свидетельскими показаниями; это — enquête par turbe французского права, почти исчезнувшая, впрочем, уже в XIII в., хотя еще упоминаемая ордонансом 1667 года; это также judicium patriae или inquest of the country (суд страны) английского права — источник образования в Англии суда присяжных в гражданских делах.

## Отличия процедуры до и после реформы
«Дознание через окольных людей» — новое название термина «повальный обыск» в послереформенном судопроизводстве. Между старым и новым институтами были значительные различия.
Раньше суд мог назначать повальный обыск по собственной инициативе и не по одним только землевладельческим процессам; но повальный обыск решительно не допускался, если тяжущиеся представляли свидетелей или делали общую поименную ссылку на некоторых из местных жителей. Смотря по величине района, из которого привлекались окольные люди, различали малый и большой повальные обыски. Допрашивались обычно целые сотни людей, вследствие чего получалась масса разноречивых и сбивчивых показаний. Тяжущиеся не только безусловно были лишены права отвода, но не могли вовсе находиться в месте производства обыска, что, однако, нимало не предупреждало их влияния на обыскных людей. Допрос производился полицией, и суд решал дело по большинству обыскных голосов, лишь иногда прибегая к очной ставке между представителями большинства и меньшинства (по 2 от сотни), для проверки, кто говорит правду. За исключением этого формального способа оценки доказательства, описанный порядок производства повального обыска соблюдается и теперь в местностях, где действуют «законы о судопроизводстве и взысканиях гражданских» (т. X, ч. 2 Св. Зак., изд. 1892 г.). Почти в таком же виде повальный обыск фигурировал уже в системе доказательств российского судебного производства времен Судебников (XVI век). Повальному обыску присваивался тогда решительный перевес над доказательствами через свидетелей и ордалиями, так как в нем видели средство узнать голос всей общины. Он применялся, кроме дел вотчинных и межевых, еще по делам о правах состояния (о холопстве).